# Биеляни
Биеляни (серб. Бијељани / Bijeljani) — село в общине Билеча Республики Сербской Боснии и Герцеговины. Население составляет 77 человек по переписи 2013 года.